# Гребля на байдарках и каноэ на летних Олимпийских играх 2012 — байдарки-одиночки, 1000 метров (мужчины)
Соревнования среди мужских байдарок-одиночек на дистанции 1000 метров на летних Олимпийских играх 2012 прошли с 6 по 8 августа. Приняли участие 22 спортсмена из 22 стран.
Олимпийским чемпионом стал норвежец Эйрик Верос Ларсен.

## Призёры
| Золото                      | Серебро                  | Бронза             |
| Эйрик Верос Ларсен Норвегия | Адам ван Куверден Канада | Макс Хофф Германия |

## Соревнование

### Предварительный этап
Пять лучших спортсменов выходят в полуфинал. Также в следующую стадию выходит спортсмен, показавший лучшее время среди занявших шестое место.

#### Заезд 1
| Место | Спортсмен           | Результат |
| ----- | ------------------- | --------- |
| 1     | Адам ван Куверден   | 3:28,697  |
| 2     | Марко Томичевич     | 3:30,693  |
| 3     | Мирослав Кирчев     | 3:30,768  |
| 4     | Хорхе Гарсия        | 3:30,852  |
| 5     | Тим Брабантс        | 3:31,869  |
| 6     | Павел Николаев      | 3:35,466  |
| 7     | Максимилиан Бенасси | 3:35,543  |
| 8     | Джошуа Утанга       | 4:32,064  |

#### Заезд 2
| Место | Спортсмен          | Результат |
| ----- | ------------------ | --------- |
| 1     | Андерс Густафссон  | 3:34,419  |
| 2     | Бен Фухи           | 3:35,610  |
| 3     | Олег Юреня         | 3:36,012  |
| 4     | Чжу Юбо            | 3:36,994  |
| 5     | Франсиско Кубелос  | 3:37,791  |
| 6     | Ахмад Реза Талебян | 3:39,504  |
| 7     | Мустафа Мансур     | 4:09,651  |

#### Заезд 3
| Место | Спортсмен             | Результат |
| ----- | --------------------- | --------- |
| 1     | Рене Хольтен Поульсен | 3:30,284  |
| 2     | Макс Хофф             | 3:30,709  |
| 3     | Эйрик Верос Ларсен    | 3:31,288  |
| 4     | Мухаммед Мрабет       | 3:32,204  |
| 5     | Сириль Карре          | 3:32,705  |
| 6     | Мюррей Стюарт         | 3:32,768  |
| 7     | Марек Крайчович       | 3:39,649  |

### Полуфинал
Четыре лучших спортсмена выходят в финал A, остальные — в финал B.

#### Заезд 1
| Место | Спортсмен             | Результат |
| ----- | --------------------- | --------- |
| 1     | Адам ван Куверден     | 3:28,209  |
| 2     | Эйрик Верос Ларсен    | 3:29,547  |
| 3     | Рене Хольтен Поульсен | 3:30,247  |
| 4     | Тим Брабантс          | 3:30,769  |
| 5     | Мирослав Кирчев       | 3:30,818  |
| 6     | Бен Фухи              | 3:32,572  |
| 7     | Чжу Юбо               | 3:36,163  |
| 8     | Сириль Карре          | 3:38,981  |

#### Заезд 2
| Место | Спортсмен         | Результат |
| ----- | ----------------- | --------- |
| 1     | Макс Хофф         | 3:29,294  |
| 2     | Олег Юреня        | 3:29,825  |
| 3     | Андерс Густафссон | 3:31,149  |
| 4     | Франсиско Кубелос | 3:31,833  |
| 5     | Хорхе Гарсия      | 3:31,937  |
| 6     | Мюррей Стюарт     | 3:32,975  |
| 7     | Марко Томичевич   | 3:43,589  |
| 8     | Мухаммед Мрабет   | 3:44,545  |

### Финал B
| Место | Спортсмен       | Результат |
| ----- | --------------- | --------- |
| 1     | Хорхе Гарсия    | 3:29,938  |
| 2     | Марко Томичевич | 3:30,754  |
| 3     | Мирослав Кирчев | 3:33,051  |
| 4     | Сириль Карре    | 3:33,513  |
| 5     | Мухаммед Мрабет | 3:33,515  |
| 6     | Бен Фухи        | 3:34,710  |
| 7     | Чжу Юбо         | 3:36,110  |
| 8     | Мюррей Стюарт   | 3:40,834  |

### Финал A
| Место | Спортсмен             | Результат |
| ----- | --------------------- | --------- |
| 1     | Эйрик Верос Ларсен    | 3:26,462  |
| 2     | Адам ван Куверден     | 3:27,170  |
| 3     | Макс Хофф             | 3:27,759  |
| 4     | Рене Хольтен Поульсен | 3:29,483  |
| 5     | Андерс Густафссон     | 3:29,919  |
| 6     | Олег Юреня            | 3:32,396  |
| 7     | Франсиско Кубелос     | 3:32,521  |
| 8     | Тим Брабантс          | 3:34,833  |